# Titularbistum Valabria
Valabria ist ein Titularbistum der römisch-katholischen Kirche. Es geht zurück auf ein ehemaliges Bistum in der Kirchenprovinz Braga im nördlichen Portugal.
| Titularbischöfe von Valabria |                                     |                                                   |                   |                   |
| Nr.                          | Name                                | Amt                                               | von               | bis               |
| 1                            | Lorenzo Michele Joseph Graziano OFM | emeritierter Bischof von San Miguel (El Salvador) | 27. Juni 1969     | 12. Februar 1976  |
| 2                            | Aloysius Matthew Ambrozic           | Weihbischof in Toronto (Kanada)                   | 26. März 1976     | 22. Mai 1986      |
| 3                            | Martin Veillette                    | Weihbischof in Trois-Rivières (Kanada)            | 17. Oktober 1986  | 21. November 1996 |
| 4                            | József Tamás                        | Weihbischof in Alba Iulia (Rumänien)              | 18. Dezember 1996 |                   |